# Lohengrin
Lohengrin (titlul original: în germană Lohengrin) este un cavaler misterios din mitologia germană. Acest articol se ocupă numai de opera omonimă de Richard Wagner dedicată socrului său, compozitorul Franz Liszt.
Muzica și libretul: Richard Wagner.
Premiera: 28 august 1850 în „Grossherzogliches Hof-Theater” din Weimar, Germania.

## Personaje
- Heinrich Păsărarul, rege german (bas)
- Lohengrin (tenor)
- Elsa de Brabant (soprană)
- Friedrich de Telramund, conte de Brabant (bariton)
- Ortrud, soția lui Friedrich (soprană dramatică sau mezzo-soprană)
- Der Heerrufer des Königs (bariton)
- patru nobili brabantini (doi tenori, doi bași)
- patru paji (două soprane, două alto)
- ducele Gottfried, fratele Elsei (rol mut)
- nobili și cavaleri saxoni și brabantini, femei nobile, ostași, servitori, popor (cor)[1]

## Acțiunea
Acțiunea operei se petrece în Anvers (Antwerpen), pe țărmul fluviului Escaut (Schelde), în Brabant (azi în Belgia). Toată acțiunea durează doar 3 zile. Drama se deschide prin scena în care contele brabant Friedrich de Telramund o acuză pe Elsa de Brabant că și-ar fi ucis fratele mai mic, pe Gottfried, fără a avea însă dovezi clare. Regele dorește să audă și versiunea fetei, care neagă învinuirea și cere să i se facă dreptate printr-un duel. Un cavaler va lupta pentru ea împotriva lui Friedrich de Telramund. Apărătorul Elsei de Brabant este eroul pe care l-a visat, Lohengrin. Acesta sosește din tărâmurile minunate ale Sfântului Graal, într-o luntre purtată de o lebădă, și luptă pentru Elsa, în schimbul promisiunii că nu i se va cere să-și dezvăluie identitatea. Lohengrin îl învinge pe Friedrich, salvând onoarea și numele Elsei, de aceea, drept răsplată, o va lua chiar de soție. În vreme ce se fac pregătirile pentru nuntă, perechea exilată Ortruda (soția lui Friedrich) și Friedrich complotează împotriva cavalerului misterios Lohengrin, acuzându-l de vrăjitorie. Prin disimulare și falsă umilință, Ortruda se apropie de Elsa și reușește să-i trezească îndoiala privind identitatea viitorului ei soț. O face să creadă că va fi părăsită de cel pe care îl consideră alesul ei. A doua zi are loc căsătoria lui Lohengrin cu Elsa, dar seara, în iatac, tânăra își încalcă jurământul, cerându-i cu insistență soțului să-și dezvăluie originea și numele. Această rugăminte și încălcarea jurământului îl obligă pe Lohengrin să-și dezvăluie obârșia, dar și să părăsească ținuturile Brabantului, pentru a reveni în cetatea Graalului, Montsalvat.

## Semnificațiile operei
Lohengrin vine din „Imperiul Graalului” pentru a cunoaște omul și toată frumusețea acestuia, însă, dezamăgit, se reîntoarce în lumea în care nu există pasiuni răvășitoare, ci numai puritate sacră. Cavalerul se alătură poporului brabant spre a-l ajuta în lupta împotriva dușmanului, cu condiția ca acesta să nu-i ceară să-și dezvăluie identitatea, și este acceptat, căci avându-l alături, locuitorii își simțeau puterile miraculos sporite, ca un efect divin. Curiozitatea Elsei, care este în fond o subliniere a naturii umane nestatornice, îl obligă pe erou să se destăinuie. Acest moment de conștientizare pentru brabantezi este și o despărțire definitivă de Lohengrin, care sperase în dragostea și încrederea lor. Locuitorii Brabantului află că „străinul” este dintr-un alt tărâm, unde, eliberat de egoism, violență, răutate și ajutat de harul divin, spiritul poate trăi conform menirii sale. Eroul vine din Cetatea Graalului, unde sunt păstrate lancea care a străpuns trupul lui Isus și potirul din care acesta ar fi băut la Cina cea de Taină.
Tradiția spune că Graalul ar fi o cupă sacră, realizată de îngeri din smaraldul desprins de pe fruntea lui Lucifer la cădere, după care, potrivit tradițiilor creștine, Iosif din Arimateea a adunat sângele lui Isus din rana provocată de centurionul roman Longinus. Graalul ar fi fost păstrat într-un loc ascuns, până ce a fost găsit de eroul Perceval („Parsifal”, care la rândul lui va fi personajul unei alte opere wagneriene). Mitul a fost pus în circulație de literatura cavalerească din ciclul breton al „Cavalerilor Mesei Rotunde”, în care discipolii regelui Arthur (Artus) pornesc în căutarea potirului sfânt (Graalul). În Cetatea Montsalvat această cupă, ce ar avea puteri terapeutice miraculoase și ar fi oferit eternitatea, iluminează lăcașul și îi obligă pe eroi să ducă o viață lipsită de păcate, castitatea fiind o condiție de bază. Ritualul care se săvârșește aici insuflă slujitorilor Graalului puteri și energii supranaturale. Numai regelui-preot îi este permis să aibă urmași, iar acesta este Parsifal, tatăl lui Lohengrin.